# Лима, Чели
Чели Лима, собственно Graciella Margarita Lima Alvarez (исп. Chely Lima; род. 1957, Гавана) — кубинская писательница, драматург, сценаристка, автор книг для детей.

## Биография
Закончила Гаванский университет. С 1978 года работала в Кубинском киноинституте, сотрудничала с радио. В 1980 году познакомилась с писателем Альберто Серретом, позже вышла за него замуж; до 2000, когда Серрет умер, супруги часто выступали в соавторстве, особенно — как драматурги и сценаристы.
Дебютировала книгой стихов Наше время (1981, премия Гаванского университета). В 1982 выпустила книгу новелл Монолог с дождем (премия Союза писателей и художников Кубы). В 1986 начала писать для телевидения, выступала как либреттист (первая кубинская рок-опера Violente, 1987).
В 1991 году вместе с мужем переехала в Эквадор и больше не возвращалась на родину. Читала лекции, публиковалась в периодике, писала для радио и телевидения. В 1998 году ей была присуждена международная премия Хуана Рульфо по детской литературе за новеллу Поросёнок, любивший балет. После смерти мужа жила в Буэнос-Айресе (2003—2006), в конце 2006 переехала в США. С 2008 года проживает в Майами, преподает литературное мастерство и сценарное искусство.

## Книги

### Стихи
- 1981: Наше время/ Tiempo Nuestro (Universidad de La Habana).
- 1989: Terriblemente iluminados (UNION, Colección Contemporáneos, La Habana).
- 1992: Rock sucio (UNION, La Habana).
- 2004: Зона молчания/ Zona de silencio (Sur Editores, Quito).
- 2011: Все, что не выскажешь/ Todo aquello que no se dice (Letras Cubanas, La Habana).
- 2013: Речь влюбленной/ Discurso de la amante (Imagine Clouds Editions, USA).

### Проза
- 1982: Монолог с дождём / Monólogo con lluvia, новеллы (UNION, La Habana).
- 1983: Открытое пространство / Espacio abierto, научно-фантастические рассказы, в соавторстве с А. Серретом (UNION, Colección Radar, La Habana).
- 1990: Убийцы предпочитают блондинок / Los asesinos las prefieren rubias, детективные новеллы, в соавторстве с А. Серретом (Editorial Letras Cubanas, La Habana).
- 1990: La desnudez y el alba, две повести, в соавторстве с А. Серретом (Editorial Letras Cubanas, La Habana).
- 1991: Ведьмы / Brujas, роман (Letras Cubanas, La Habana).
- 1993: Сыны Адама / Los hijos de Adán, новеллы (Letras Cubanas, La Habana).
- 1994: Triángulos mágicos, роман (Editorial Planeta, México).
- 1994: Confesiones nocturnas, роман (Editorial Planeta, México).
- 2010: Остров после потопа / Isla después del diluvio, роман (Ediciones Malecón, USA).
- 2010: Lucrecia quiere decir perfidia, роман (Ediciones Malecón, USA).